# Pica d'Estats
Il Pica d'Estats (in catalano Pica d'Estats, in francese Pic d'Estats, 3.143 m s.l.m.) è una montagna dei Pirenei lungo la frontiera tra la Francia e la Spagna. È la montagna più elevata della Catalogna. 
La montagna è compresa nel Parc Natural de l'Alt Pirineu. 
La vetta è situata tra il comune catalano di Alins in Pallars Sobirà e il dipartimento francese dell'Ariège e comprende tre cime ravvicinate fra di loro, la cima centrale, quella occidentale (o Pic de Verdaguer 3.131 m) e quella orientale (o Punta Gabarró 3.115 m).